# Campfire Tales
Campfire Tales är en amerikansk skräckfilm från 1997 som regisserades av Matt Cooper, Martin Kunert och David Semel.

## Handling
Fyra ungdomar är på väg hem från en konsert när de råkar ut för en bilolycka. Eftersom bilen är totalkvaddad och de befinner sig mitt ute i ödemarken så tvingas de invänta hjälp. Under tiden sätter de sig i skogen och gör upp en lägereld, och snart hittar de en tidning där de läser att en seriemördare går lös i just det området.
För att skrämma upp varandra ytterligare börjar de berätta spökhistorier.

## Om filmen
Filmen återberättar några klassiska spökhistorier som har moderniserats en aning.

## Rollista i urval
- Jay R. Ferguson - Cliff
- Christine Taylor - Lauren
- Christopher Masterson - Eric
- Kim Murphy - Alex
- Ron Livingston - Rick
- Jennifer MacDonald - Valerie
- Hawthorne James - Cole
- Alex McKenna - Amanda
- Devon Odessa - Katherine
- James Marsden - Eddie
- Amy Smart - Jenny